# Cliffe cum Lund

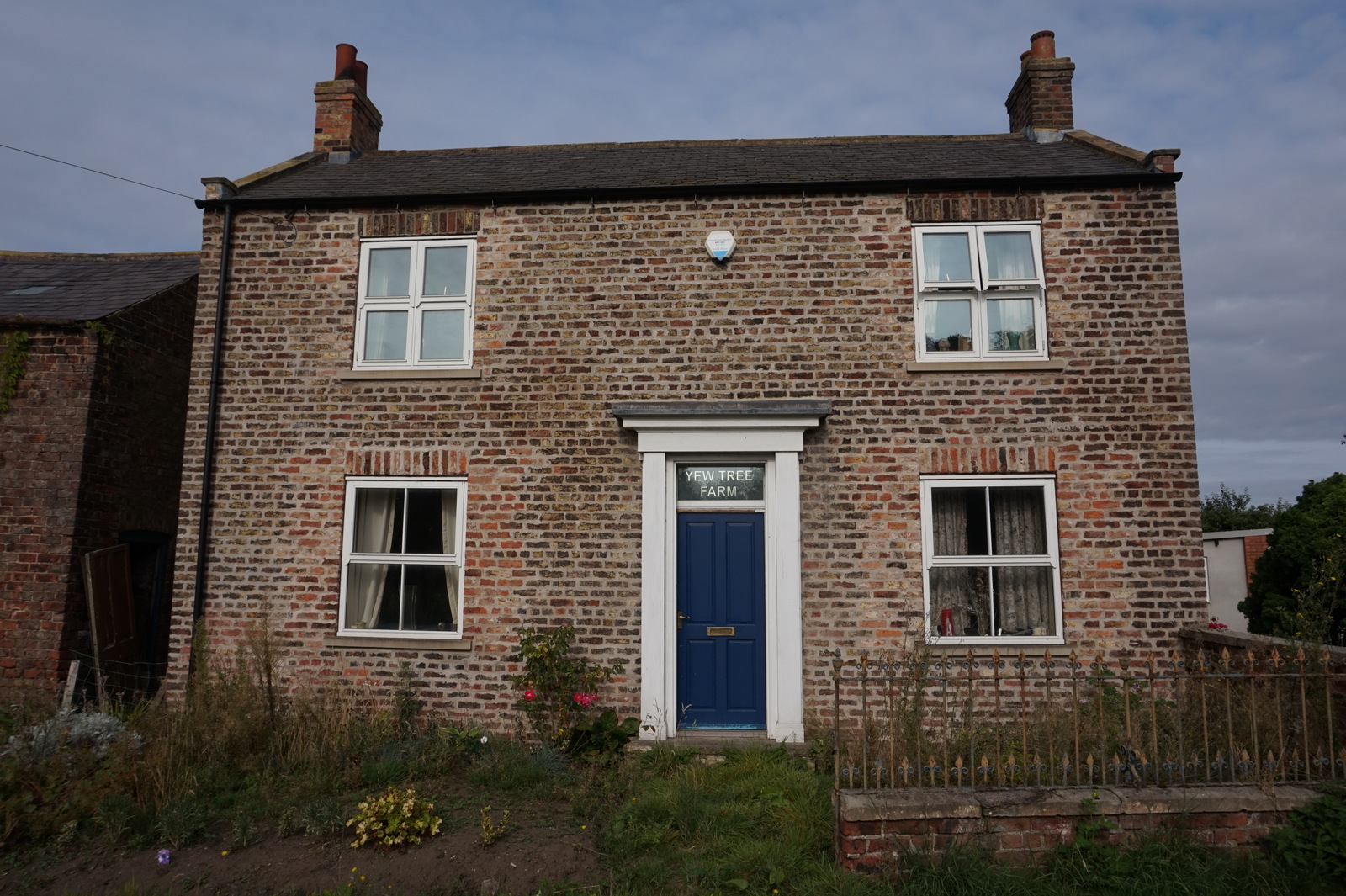
Lund

Cliffe cum Lund var en civil parish från 1866 till 1935 då den blev en del av Cliffe och Hemingbrough, i grevskapet East Riding of Yorkshire (nu North Yorkshire), i England. Civil parish var belägen 4 km från Selby och hade 615 invånare år 1931.